# Baipadisphaeria
Baipadisphaeria is een geslacht van schimmels behorend tot de familie Nectriaceae. Het bevat alleen Baipadisphaeria spathulospora.